# Кулёмин, Максим Александрович
Макси́м Алекса́ндрович Кулёмин (25 мая 1989, Уссурийск, СССР) — российский футболист, полузащитник.

## Карьера
До перехода в 2007 году во владивостокский клуб «Луч-Энергия» играл в дубле московского «Локомотива». Во Владивостоке также играл за дубль, кроме этого провёл 2 игры в Премьер-лиге в сезоне-2008. Летом 2009 года был отдан в аренду «Сахалину», а затем уссурийскому клубу «Мостовик-Приморье». В 2011 году подписал контракт со «Сменой» Комсомольск-на-Амуре. В 2012 году оказался в «Якутии». В 2013 году играл в комсомольской команде ДСИ. По состоянию на 2017 год проходит службу на Тихоокеанском флоте. С 2018 по 2019 год играл в любительской команде «Шахтёр-СУЭК».